# Europäische Jugendschwimmmeisterschaften 1967
Die ersten Europäischen Jugendschwimmmeisterschaften 1967 wurden vom 13. bis zum 15. August 1967 im Tinnerbäcksbadet in der schwedischen Stadt Linköping ausgetragen. Teilnahmeberechtigt waren Jungen und Mädchen der Jahrgänge 1952 bis 1954, gemeldet wurden 226 Aktive aus 24 Ländern. Erfolgreichste Nationen waren die DDR mit 23 sowie die UdSSR mit 20 Medaillen, erfolgreichste Teilnehmer mit jeweils drei Titeln wurden Grigori Dawydow (UdSSR) und Sabine Steinbach (DDR).

## Teilnehmer
Bundesrepublik Deutschland
- Jürgen Fischer (1953)
- Michael Hoffmann (1953)
- Gerhard Hölzl (1952)
- Ralph Leigsnering (1952)
- Heidemarie Reineck (1952)

 Deutsche Demokratische Republik
- Frank Baum (1952, Dynamo Berlin)
- Christiane Bodenburg (1952, SC Magdeburg)
- Christel Dowe (1954, Empor Rostock)
- Heide Finöder (1952, DHfK Leipzig)
- Barbara Fieback (1953, DHfK Leipzig)
- Roland Freygang (1952, Einheit Dresden)
- Sigrid Goral (1952, Empor Rostock)
- Falk Hoffmann (1952, Chemie Halle)
- Barbara Hofmeister (1953, Einheit Greiz)
- Marina Janicke (1952, TSC Berlin)
- Astrid Jörn (1953, Empor Rostock)
- Günter Jung (1952, DHfK Leipzig)
- Wolfgang Kiermeier (1952, DHfK Leipzig)
- Iris Komar (1952, DHfK Leipzig)
- Jörg Küstermann (1952, ASK Rostock)
- Wilfried Meye (1952, SC Magdeburg)
- Matthias Pechmann (1953, DHfK Leipzig)
- Sabine Rantzsch (1953, DHfK Leipzig)
- Gabriele Röhner (1954, Chemie Halle)
- Irmhild Sängerlaub (1952, Empor Rostock)
- Lothar Schäfer (1952, ASK Rostock)
- Wolfram Sperling (1952, DHfK Leipzig)
- Sabine Steinbach (1952, SC Karl-Marx-Stadt)
- Christine Strübing (1952, Empor Rostock)
- Udo Trautmann (1952, DHfK Leipzig)
- Bertram Türpe (1952, DHfK Leipzig)
- Gabriele Wetzko (1954, DHfK Leipzig)
- Michael Zentgraf (1952, Turbine Erfurt)
- Helge Ziethen (1952, Empor Rostock)

## Ergebnisse

### Jungen
| Disziplin            | Gold             | Silber             | Bronze             |
| -------------------- | ---------------- | ------------------ | ------------------ |
| 100 m Freistil       | Igor Griwennikow | Günter Jung        | Jorge Comas        |
| 400 m Freistil       | Mátyás Borlói    | Santiago Esteva    | Wolfgang Kiermeier |
| 1500 m Freistil      | Santiago Esteva  | Jörg Küstermann    | Wolfram Sperling   |
| 100 m Rücken         | Grigori Dawydow  | László Cseh        | Sergei Andrejew    |
| 200 m Rücken         | Grigori Dawydow  | Santiago Esteva    | Sergei Andrejew    |
| 100 m Brust          | Sergei Iwanow    | Bertram Türpe      | Nikolai Kotumow    |
| 200 m Brust          | Bertram Türpe    | Sergei Iwanow      | Wilfried Meye      |
| 100 m Schmetterling  | László Cseh      | Roland Freygang    | Ralph Leigsnering  |
| 200 m Schmetterling  | Roland Freygang  | Alexander Schirkow | Michael Zentgraf   |
| 200 m Lagen          | Grigori Dawydow  | Igor Griwennikow   | Matthias Pechmann  |
| Wasserspringen (3 m) | Falk Hoffmann    | Helge Ziethen      | Wladimir Nikolajew |

### Mädchen
| Disziplin            | Gold                   | Silber              | Bronze               |
| -------------------- | ---------------------- | ------------------- | -------------------- |
| 100 m Freistil       | Lidija Hrebez          | Vera Kock           | Andrea Gyarmati      |
| 400 m Freistil       | Vera Kock              | Sabine Rantzsch     | Sigrid Goral         |
| 800 m Freistil       | Vera Kock              | Sigrid Goral        | Barbara Fieback      |
| 100 m Rücken         | Sabine Steinbach       | Mari Pau Corominas  | Edina Pok            |
| 200 m Rücken         | Britt-Marie Hammarsten | Yvonne Törnqvist    | Mari Pau Corominas   |
| 100 m Brust          | Irina Posdnjakowa      | Walentina Schamkina | Zuzana Marková       |
| 200 m Brust          | Irina Posdnjakowa      | Walentina Schamkina | Zuzana Marková       |
| 100 m Schmetterling  | Andrea Gyarmati        | Georgeta Cerbeanu   | Heide Einöder        |
| 200 m Schmetterling  | Sabine Steinbach       | Christine Strübing  | Jekaterina Kondakowa |
| 200 m Lagen          | Sabine Steinbach       | Irina Posdnjakowa   | Maria Adele Longo    |
| Wasserspringen (3 m) | Milena Duchková        | Alla Selina         | Marina Janicke       |

## Medaillenspiegel
| Platz | Land             | Gold | Silber | Bronze | Gesamt |
| ----- | ---------------- | ---- | ------ | ------ | ------ |
| 1.    | Sowjetunion      | 8    | 7      | 5      | 20     |
| 2.    | DDR              | 6    | 8      | 9      | 23     |
| 3.    | Schweden         | 3    | 2      | 0      | 5      |
| 4.    | Ungarn           | 3    | 1      | 2      | 6      |
| 5.    | Spanien          | 1    | 3      | 2      | 6      |
| 6.    | Tschechoslowakei | 1    | 0      | 2      | 3      |
| 7.    | Rumänien         | 0    | 1      | 0      | 1      |
| 8.    | BR Deutschland   | 0    | 0      | 1      | 1      |
| 8.    | Italien          | 0    | 0      | 1      | 1      |

## Nachweise
- Federación Española de Natación: Anuario 1968. S. 110–113 (online).
- Bewährungsprobe in Linköping. In: Neues Deutschland vom 10. August 1967, S. 8.
- 1967 European Junior Swimming Championships. In: intersportstats.com (englisch).